# Réserve naturelle régionale de Cambounet-sur-le-Sor
La réserve naturelle régionale de Cambounet-sur-le-Sor (RNR272) est une réserve naturelle régionale située en Occitanie. Créée en 1990, elle a été reclassée en 2013 et occupe une surface de 30,87 ha.

## Localisation

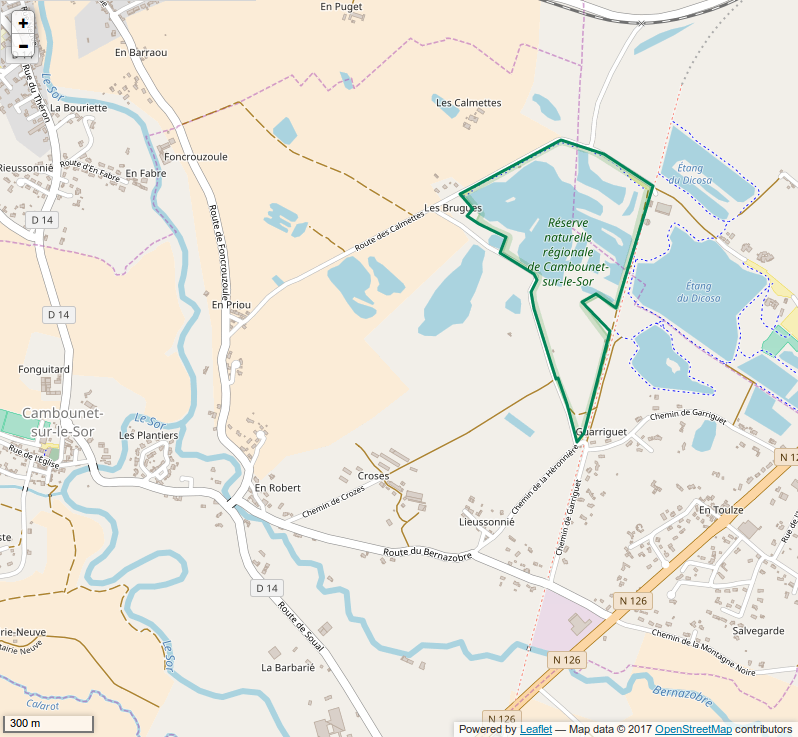
Périmètre de la réserve naturelle.

La réserve naturelle est située dans le département du Tarn sur les communes de Cambounet-sur-le-Sor et Saïx, dans la plaine alluviale du Sor et de l’Agout.

## Écologie (biodiversité, intérêt écopaysager…)
Cet espace naturel protégé, de plus de 30 hectares, est classé en ZNIEFF (zone naturelle d'intérêt écologique floristique faunistique) de type 1. Créée le 19 septembre 1990, elle fait partie des réserves naturelles de France depuis 1993. La colonie de hérons est l'une des plus importantes de Midi-Pyrénées (700 à 800 couples).

### Faune
Plus de 170 espèces d'oiseaux ont été répertoriées dont près de 90 espèces liées aux milieux humides.
Jusqu'à 5 espèces de hérons s'y reproduisent : Bihoreau gris, Héron garde-bœufs, Héron cendré, ainsi que l'Aigrette garzette et parfois le Crabier chevelu. D'autres espèces telles que la Poule d'eau, la Foulque macroule, le Fuligule milouin, le Martin-pêcheur ou le Grèbe castagneux y nichent également. 
Le guêpier d'Europe y niche également dans un lac tout proche. En 2024, la colonie compte une dizaine d'individus. Une centaine d'individus s'y rassemblent en fin de saison durant une semaine.[réf. nécessaire]
De nombreuses espèces de canards (souchet, chipeau, pilet, sarcelle d'hiver...) viennent y passer l'hiver, de même que la bécassine des marais.
Les migrations d'automne et de printemps sont aussi l'occasion d'observer des espèces de passage telles que la cigogne blanche, le balbuzard pêcheur, les guifette noire et moustac, et plusieurs limicoles (chevaliers, bécasseaux, etc.)

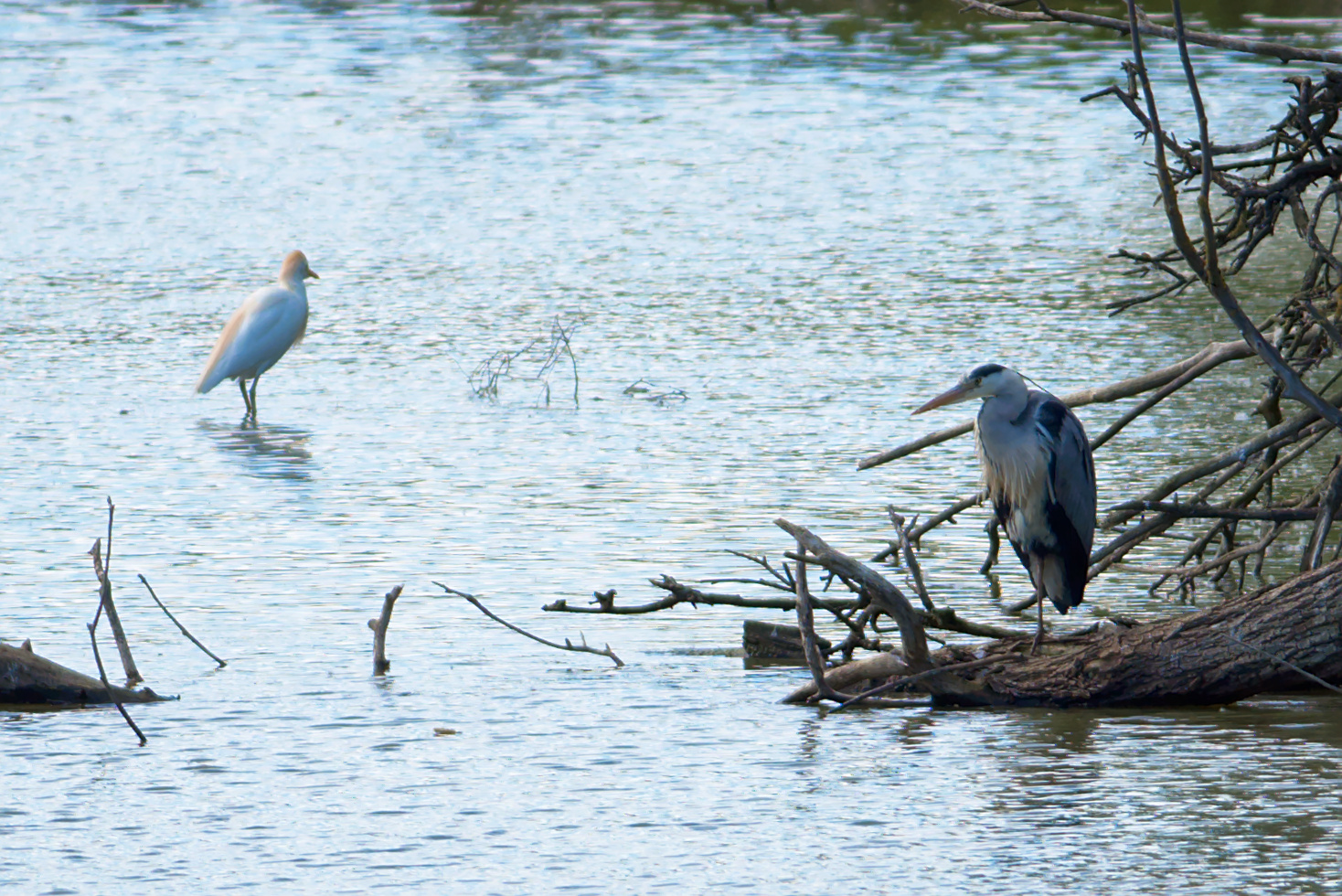
Héron garde-bœufs et héron cendré.
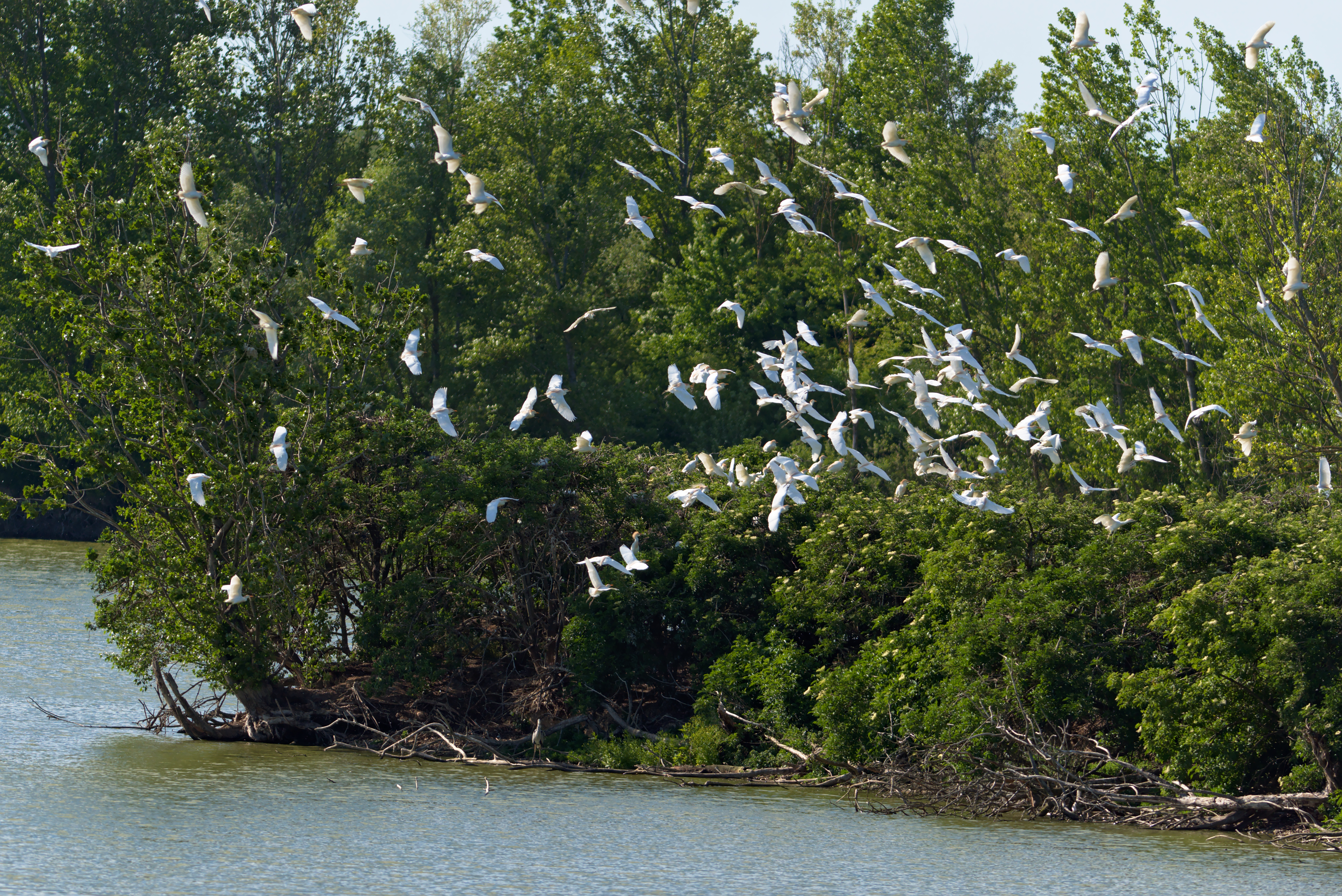
Hérons garde-bœufs en vol.
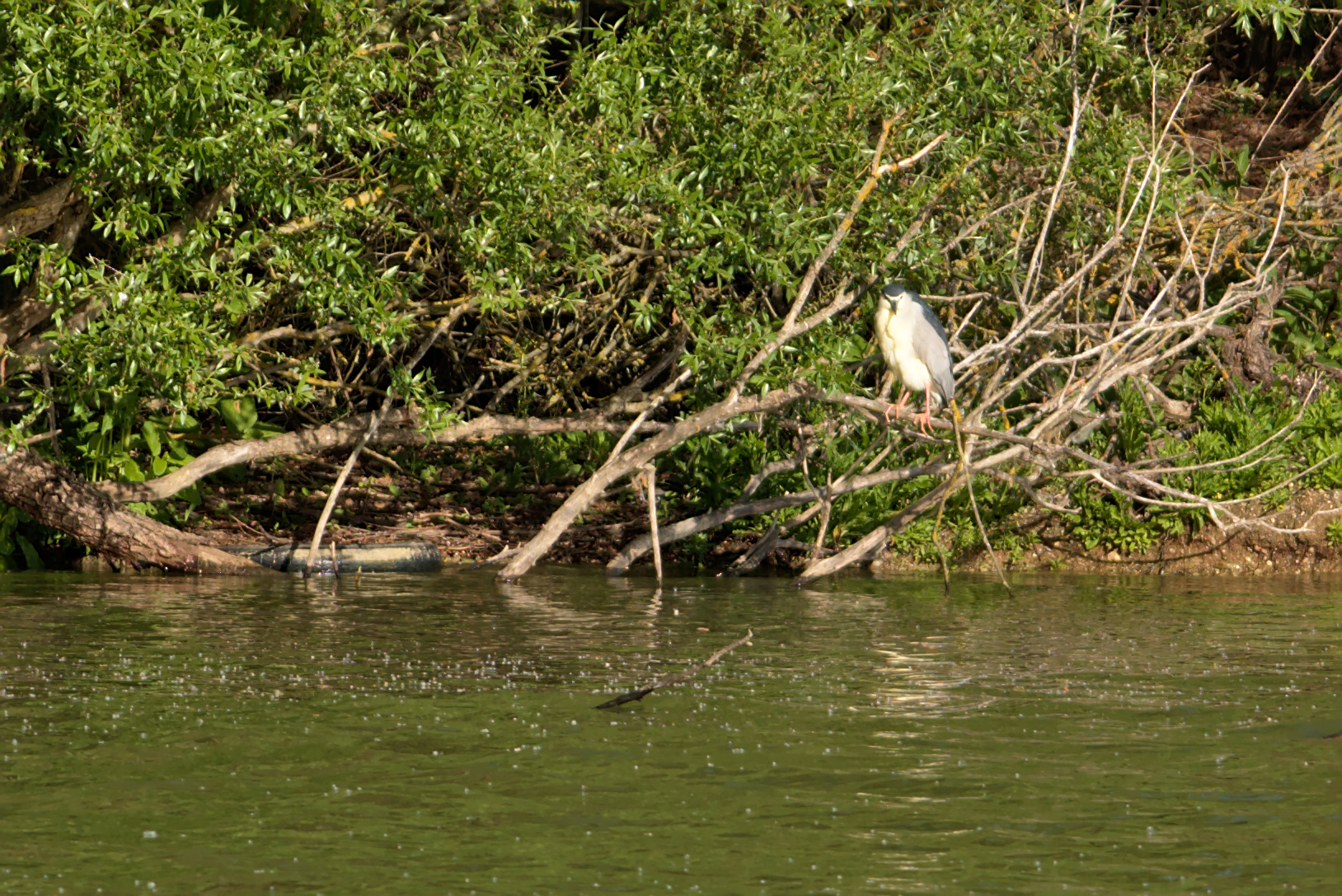
Bihoreau gris.

## Intérêt touristique et pédagogique
Un parcours gratuit est aménagé pour les visiteurs, avec plusieurs postes d'observation. Une base de loisirs intercommunale (pêche, canoë, équitation) jouxte la réserve qui abrite notamment le héron pourpré.

## Administration, plan de gestion, règlement

### Outils et statut juridique
La réserve naturelle a été créée en RNV par une délibération du 19 septembre 1990. Elle a été classée en RNR par une délibération du 29 novembre 2013.